# GBR-12935
GBR-12935 là một dẫn xuất piperazine là một chất ức chế tái hấp thu dopamine mạnh và chọn lọc. Ban đầu nó được phát triển ở dạng phóng xạ 3H với mục đích lập bản đồ phân bố các tế bào thần kinh dopaminergic trong não bằng cách dán nhãn chọn lọc các protein vận chuyển dopamine. Điều này đã dẫn đến việc sử dụng lâm sàng tiềm năng trong chẩn đoán bệnh Parkinson, mặc dù các xạ trị chọn lọc như Ioflupane (¹²³I) hiện có sẵn cho ứng dụng này. GBR-12935 hiện được sử dụng rộng rãi trong nghiên cứu động vật về bệnh Parkinson và các con đường dopamine trong não.